# Carl Hagelin
Carl Hagelin (ur. 23 sierpnia 1988 w Södertälje) – szwedzki hokeista, reprezentant Szwecji, olimpijczyk.
Jego brat Bobbie (ur. 1984) także został hokeistą.

## Kariera
- Södermanland (2003-2004)
- Södertälje J18 (2004-2005)
- Södertälje J20 (2005-2007)
- Michigan Wolverines (2007-2011)
- Connecticut Whale (2011)
- New York Rangers (2011-2015)
  -  Södertälje SK (2012-2013)
- Anaheim Ducks (2015-2016)
- Pittsburgh Penguins (2016-)
- Los Angeles Kings (2018-2019)
- Washington Capitals (2019-)

Wychowanek klubu Södertälje SK. Od kwietnia 2011 zawodnik New York Rangers w lidze NHL. Od września 2012 do stycznia 2013 na okres lokautu w sezonie NHL (2012/2013) związał się z macierzystym Södertälje SK. W lipcu 2013 przedłużył kontrakt z Rangers o dwa lata. Od czerwca 2015 zawodnik Anaheim Ducks. W sierpniu 2015 przedłużył kontrakt z tym klubem o cztery lata. Od stycznia 2016 zawodnik Pittsburgh Penguins. W listopadzie 2018 przeszedł do Los Angeles Kings, w lutym 2019 do Washington Capitals, gdzie w czerwcu 2019 przedłużył kontrakt o cztery lata.
Uczestniczył w turniejach zimowych igrzysk olimpijskich 2014, Pucharu Świata 2016.

## Sukcesy
Reprezentacyjne
- Srebrny medal mistrzostw świata juniorów do lat 20: 2008
- Srebrny medal zimowych igrzysk olimpijskich: 2014

Klubowe
- Mistrzostwo NCAA: 2008, 2010 z Univ. of Michigan
- Mistrzostwo dywizji NHL: 2012 z New York Rangers
- Mistrzostwo konferencji NHL: 2012 z New York Rangers
- Prince of Wales Trophy: 2012 z New York Rangers
- Puchar Stanleya: 2016, 2017 z Pittsburgh Penguins